# Malaysia Open 1966
Die Malaysia Open 1966 im Badminton fanden Mitte Juni 1966 in Seremban statt.

## Finalergebnisse
| Disziplin    | Sieger                      | Finalist                             | Ergebnis         |
| ------------ | --------------------------- | ------------------------------------ | ---------------- |
| Herreneinzel | Tan Aik Huang               | Ang Tjin Siang                       | 15–12, 15–5      |
| Dameneinzel  | Minarni                     | Retno Koestijah                      | 11–5, 8–11, 11–1 |
| Herrendoppel | Eddy Choong Tan Aik Huang   | Sangob Rattanusorn Chavalert Chumkum | 17–14, 15–12     |
| Damendoppel  | Retno Koestijah Minarni     | Megah Idawati Tan Tjung Ing          | 15–5, 15–5       |
| Mixed        | A. P. Unang Retno Koestijah | Eddy Choong Rosalind Singha Ang      | 8–9, Aufgabe     |